# HMAS Air Clan
HMAS „Air Clan” – pomocniczy okręt ratowniczy Royal Australian Navy z okresu II wojny światowej.  W 1949 został przekazany do Royal Australia Air Force (RAAF).

## Historia
HMAS „Air Clan” został zbudowany w stoczni Harbor Boat Building Company w Terminal Beach w Kalifornii w 1944 z numerem kadłuba C26697. Należał do łodzi ratunkowych typu Miami model 314 w RAN klasyfikowanych jako „63-foot air-sea rescue vessel” (dosł. 63-stopowa jednostka ratownicza). Do Australii przybył na pokładzie MV „Laponia”. Do służby wszedł 11 grudnia 1944. W służbie RAN okręt stacjonował w Labuan i Kuching, został wycofany ze służby 30 września 1946. W 1949 został przekazany do służby w RAAF, gdzie otrzymał oznaczenie „02-108”.